# Loredana Marcello
Loredana Marcello (overleden 12 december 1572) was een Dogaressa van Venetië door huwelijk met de Doge Alvise I Mocenigo (reg. 1570-1577). Ze schreef brieven en gedichten, studeerde plantkunde en werd gezien als een toonbeeld van een opgeleide en ontwikkelde renaissancevrouw in Venetië.

## Leven
Zij was de dochter van Giovanni Alvise Marcello, ze trouwde in 1533 met Mocenigo. Ze werd, samen met haar zussen Bianca, Daria en Maria, aangeduid als fiore de'l secolo (in het Italiaans: bloem van de eeuw). Ze werd aanzien als het ideaalbeeld van de ontwikkelde renaissancevrouw voor de adel in Venetië. Doordat ze multigetalenteerd was, werd ze ook wel Giantessa di merito genoemd. 
Ze werd gezien als aantrekkelijk en goed opgeleid. Ze schreef brieven en gedichten. Ze studeerde ook plantkunde en was een leerling van Melchiorre Giuliandino, een professor van de Biologische Tuin in Padua. Ze stond bekend om de formules en recepten die ze ontwikkelde tegen plagen. Waarschijnlijk waren dit eerder palliatieve maatregelen dan remedies. Haar werk is verloren gegaan, maar het is bekend dat haar botanisch onderzoek werd geraadpleegd en goed werd gebruikt tijdens de epidemie die enkele jaren na haar dood (1575) in Venetië uitbrak. 
Zij werd dogaressa toen haar echtgenoot in 1570 tot doge werd gekozen, maar stierf twee jaar later. In de Cerimoniali (1464-1592) is zij een van de slechts drie dogaressa's die worden afgebeeld: de andere twee zijn Cecilia Contarini en Zilia Dandolo . 
Ottavio Maggio schreef Oratio in begrafenisibus Laurace Mocceniccs na haar dood.
Amaden beschreef haar in het Archivio privato de Marcelli :
“Zij was opmerkelijk vanwege haar standvastigheid, zowel in momenten van tegenspoed als in de afleidingen van voorspoed,
Ze was verstandig en discreet in het beheer van haar huishouden, toegewijd en milddadig in haar kerkelijke taken, en welwillend tegenover haar familieleden en degenen die van haar afhankelijk waren. Kortom, ze was een bijzonder deugdzame en nobele prinses.”